# Arthur Collier
Arthur Collier (1680 – 1732) è stato un presbitero, filosofo e teologo inglese.
Collier studiò a Oxford al Pembroke College. Dopo essere stato ordinato prete della Chiesa anglicana ottenne il beneficio ecclesiastico di Steeple Langford, un villaggio dello Wiltshire.
Nel suo libro più famoso, Clavis Universalis del 1713, Collier sembra riecheggiare le posizioni già note da qualche tempo di George Berkeley, riassumibili nel celebre motto "esse est percipi",  che cioè l'essere delle cose sia tutto nella percezione che se ne ha. In realtà Collier arriva alle sue conclusioni altrettanto radicali, che pongono in dubbio - quale gigantesca allucinazione - l'esistenza stessa del reale così come avvertito dalla filosofia e dalla tradizione metafisica, senza essere influenzato dal più famoso vescovo di Coyne, quanto sviluppando le posizioni di Cartesio e di Malebranche. Ma più che l'inesistenza della realtà esterna, Collier mira ad affermare l'impossibilità che essa sussista a prescindere dalla mente umana, e, nel grado più alto, da quella divina, unica vera sostanza da cui tutto, secondo la sua visione di teologo e di pastore, deriva e dipende.